# Strade Bianche 2013
La 7.ª edición del Strade Bianche  se realizó el 2 de marzo de 2013. Su recorrido fue de 188 km con inicio en San Gimignano y final en la ciudad de Siena.
La carrera formó parte del UCI Europe Tour 2012-2013, en categoría 1.HC.

## Equipos participantes
Tomaron parte en la carrera 17 equipos: 12 de categoría UCI WorldTeam; 5 de categoría Profesional Continental. Formando así un pelotón de 144 ciclistas de los que acabaron 101. Los equipos participantes fueron:
| ProTeams (12)- RadioShack-Leopard - AG2R La Mondiale - Astana - Blanco - BMC Racing Team - Cannondale Pro Cycling - Garmin Sharp - Katusha - Lampre-Merida - Movistar Team - Argos-Shimano - Vacansoleil-DCM Equipos continentales profesionales (5)- Androni Giocattoli-Venezuela - Bardiani Valvole-CSF Inox - Crelan-Euphony - IAM Cycling - Vini Fantini-Selle Italia |
| |

## Clasificación final
- Las clasificaciones finalizaron de la siguiente forma:[2]

| \| Clasificación general \| Clasificación general \| Clasificación general \| Clasificación general \| Clasificación general \| \| Ciclista \| Ciclista \| Equipo \| Tiempo \| \| \| --------------------- \| --------------------- \| ---------------------------- \| --------------------- \| --------------------- \| \| 1.º \| Moreno Moser \| Cannondale \| 5 h 01 min 53 s \| \| \| 2.º \| Peter Sagan \| Cannondale \| + 6 s \| \| \| 3.º \| Rinaldo Nocentini \| AG2R La Mondiale \| + 7 s \| \| \| 4.º \| Fabian Cancellara \| RadioShack-Leopard \| + 7 s \| \| \| 5.º \| Aleksejs Saramotins \| IAM Cycling \| + 7 s \| \| \| 6.º \| Greg Van Avermaet \| BMC Racing Team \| + 7 s \| \| \| 7.º \| Aleksandr Kolobnev \| Katusha \| + 7 s \| \| \| 8.º \| Francesco Reda \| Androni Giocattoli-Venezuela \| DES \| \| \| 9.º \| Giampaolo Caruso \| Katusha \| + 10 s \| \| \| 10.º \| Maksim Belkov \| Katusha \| + 13 s \| \| \| 11.º \| Przemysław Niemiec \| Lampre-Merida \| + 15 s \| \| \| 12.º \| Simone Ponzi \| Astana \| + 17 s \| \| \| 13.º \| Alejandro Valverde \| Movistar Team \| + 17 s \| \| \| 14.º \| Maxim Iglinskiy \| Astana \| + 19 s \| \| \| 15.º \| Andrey Amador \| Movistar Team \| + 21 s \| \| \| 16.º \| Damiano Cunego \| Lampre-Merida \| + 21 s \| \| \| 17.º \| Giovanni Visconti \| Movistar Team \| + 23 s \| \| \| 18.º \| Tom Slagter \| Blanco \| + 23 s \| \| \| 19.º \| Serguéi Lagutín \| Vacansoleil-DCM \| + 23 s \| \| \| 20.º \| Fabio Aru \| Astana \| + 27 s \| \| |                     |                              |                 |
| |                     |                              |                 |
| |                     |                              |                 |
| Clasificación general |                     |                              |                 |
| Ciclista | Ciclista            | Equipo                       | Tiempo          |
| 1.º | Moreno Moser        | Cannondale                   | 5 h 01 min 53 s |
| 2.º | Peter Sagan         | Cannondale                   | + 6 s           |
| 3.º | Rinaldo Nocentini   | AG2R La Mondiale             | + 7 s           |
| 4.º | Fabian Cancellara   | RadioShack-Leopard           | + 7 s           |
| 5.º | Aleksejs Saramotins | IAM Cycling                  | + 7 s           |
| 6.º | Greg Van Avermaet   | BMC Racing Team              | + 7 s           |
| 7.º | Aleksandr Kolobnev  | Katusha                      | + 7 s           |
| 8.º | Francesco Reda      | Androni Giocattoli-Venezuela | DES             |
| 9.º | Giampaolo Caruso    | Katusha                      | + 10 s          |
| 10.º | Maksim Belkov       | Katusha                      | + 13 s          |
| 11.º | Przemysław Niemiec  | Lampre-Merida                | + 15 s          |
| 12.º | Simone Ponzi        | Astana                       | + 17 s          |
| 13.º | Alejandro Valverde  | Movistar Team                | + 17 s          |
| 14.º | Maxim Iglinskiy     | Astana                       | + 19 s          |
| 15.º | Andrey Amador       | Movistar Team                | + 21 s          |
| 16.º | Damiano Cunego      | Lampre-Merida                | + 21 s          |
| 17.º | Giovanni Visconti   | Movistar Team                | + 23 s          |
| 18.º | Tom Slagter         | Blanco                       | + 23 s          |
| 19.º | Serguéi Lagutín     | Vacansoleil-DCM              | + 23 s          |
| 20.º | Fabio Aru           | Astana                       | + 27 s          |